# Libavka poléhavá

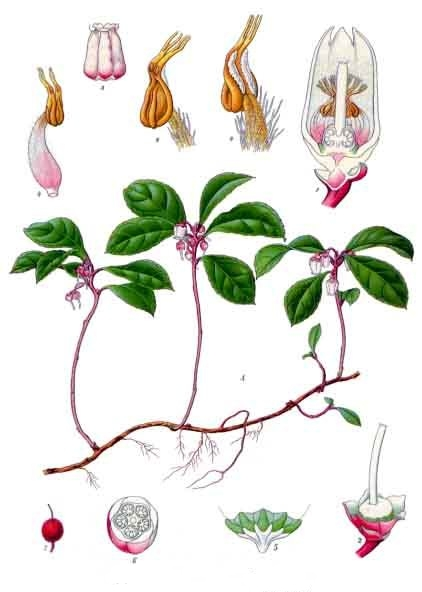
Popisný obrázek.

Libavka poléhavá (Gaultheria procumbens) je druh rostlin z čeledě vřesovcovité (Ericaceae). Plody jsou červené a vypadají jako bobule, ačkoliv jde o tobolky obklopené dužnatým kalichem. Libavka poléhavá je často pěstována jako okrasná rostlina.

## Rozšíření
Libavka poléhavá je původní na severovýchodě Severní Ameriky od Newfoundlandu na západ po Manitobu a na jihu po Alabamu.

## Popis
Je to malý stálezelený, nízkorostoucí keř, obvykle dosahující výšky 10–15 centimetrů. Listy jsou eliptické až vejčité, 2–5 cm dlouhé a 1–2 cm široké, s výraznou vůní. Květy zvonkovité, 5 mm dlouhé, bílé, samostatně nebo v krátkých hroznech. Plody jsou červené, v průměru 6–9 mm velké.

## Pěstování
Patří mezi kalcifobní rostliny, preferují propustnou, vlhkou, kyselou půdu, nejlépe promísenou s rašelinou. Vyžadují plné slunce, nebo polostín, ovšem tvoří plody pouze na osluněných místech.
Rostliny jsou vhodné pro začátečníky, nevyžadují zvláštní péči. Jsou mrazuvzdorné.

## Choroby a škůdci
Nejsou známi, obvykle chorobami netrpí.

## Synonymum
Podle biolib.cz:
- gaultherie
- libavka položená